# バイヤー法
バイヤー法（バイヤーほう、英語: Bayer process）はアルミナ（酸化アルミニウム）の主要な工業的製造法である。ホール・エルー法と併せ、アルミニウムの製造において重要である。
アルミニウムを含む主な鉱石であるボーキサイトは 40% から 60% しかアルミナ (Al2O3) を含んでおらず、残りの成分はシリカ（二酸化ケイ素）、種々の酸化鉄、二酸化チタンである。そのため、金属アルミニウムの精錬に供する前にアルミナを精製する必要がある。バイヤー法では、まずボーキサイトを水酸化ナトリウム (NaOH) の熱溶液で 250 ℃ で洗浄する。この過程でアルミナは水酸化アルミニウム (Al(OH)3) に変換され、以下の化学式に示すような反応によって溶液中に溶解する。
{\displaystyle {\ce {{Al2O3}+{2OH^{-}}+3H2O->2[Al(OH)4]^{-}}}}
このときボーキサイト中の他の成分は溶解せず、固体の不純物として濾過により除去できる。次に溶液を冷却すると、溶けていた水酸化アルミニウムは白色の綿毛状固体として沈殿する。これを 1,050 ℃ に加熱すると脱水が起こってアルミナが生成する。
{\displaystyle {\ce {2Al(OH)3 -> {Al2O3}+ 3H2O}}}

## 歴史
1888年にオーストリアの化学者、カール・ヨーゼフ・バイヤーによって開発された。バイヤーは、綿を染色する際の媒染剤として繊維工業に用いられるアルミナの供給法に関してロシアのサンクトペテルブルクで研究を行い、1887年、中和によって酸性の溶液から沈殿させた水酸化アルミニウムはゼラチン状で洗浄するのは難しいが、アルカリ性の溶液から沈殿させた水酸化アルミニウムは結晶性が良く、容易に濾過・洗浄が行えることを見出した。
これに数年先立ち、フランスのアンリ・ルシャトリエはアルミナを得る方法としてボーキサイトを炭酸ナトリウム (Na2CO3) 中で 1,200 ℃ に加熱して脱水し、アルミン酸ナトリウムとしたのち二酸化炭素 (CO2) で水酸化アルミニウムを沈殿させ、濾過・乾燥するというものを開発していた。しかし、この方法はバイヤー法の登場によって廃れてしまった。
アルミニウムの電解精錬法が1886年に開発されると、バイヤー法の冶金学における重要性が増した。また、1887年にシアン化法が発明されたことにより、バイヤー法は現代的湿式冶金の金字塔となった。
今日でも、バイヤー法はほぼ変わらず全世界でアルミナ製造の中間過程として利用されている。